# 东风7F型柴油机车
东风7F型柴油机车（DF7F）是中国铁路使用的电力传动柴油机车车型之一。该型机车是为满足大型工矿企业铁路专用线和地方铁路与国铁重载运输接轨的需要，由北京二七机车厂于1999年开始研制、2000年研制成功的重型调车机车，适用于大型编组站的列车编组及调车作业，也可用于大型工矿企业的调车及小运转作业。该型机车是以东风7C型柴油机车为设计原型，动力装置为一台EQ16V240ZJ型柴油机，装车功率为3,600马力（2,650千瓦）。传动系统使用TQFR-3000型同步发电机和ZQDR-410A型牵引电动机，并采用了微机控制系统和辅助交流传动系统。同年，北京二七机车厂生产了两台东风7F型机车，分别交付铜川矿务局和燕山石化公司使用。

## 运用历史
东风7F型7001号机车于2000年交付陕西省铜川矿务局，运用部门并将机车编号更改为东风7F型0001号，该机车应铜川矿务局的要求配备了电阻制动装置。2011年，陕煤集团铜川矿业公司借该机车返回工厂大修的机会，要求将故障率较高的东风7F型机车更换成东风7C型模块化机车。因此，北京二七轨道交通装备公司为其新造了一台采用模块化设计、配备电阻制动装置的东风7C型7001号机车，交付铜川矿业公司铁运分公司使用，而东风7F型0001号机车则被转租给中铝贵州铝厂，机车编号恢复为东风7F型7001号。2015年，这台机车被贵州铝厂将退还给北京二七机车公司，并转租给位于湖南省怀化市的中铁五局集团第六工程有限责任公司。
东风7F型7002号机车于2000年交付中国石化集团燕山石化公司。2017年，燕山石化公司将这台机车返还给北京二七机车公司，并将东风7F型7002号的车号套用在该公司的另一台东风7型机车上。2018年3月中车北京二七机车有限公司全面停产以后，东风7F型7002号机车被封存于北京二七机车旧厂房内。

## 技术特点

### 总体布置
东风7F型柴油机车是调车及小运转用的六轴柴油机车，构造速度为100公里/小时，运转整备重量为138吨，轴重为23吨。机车采用外走廊式及中梁承载的罩式车体结构，车体所有载荷均由车体底架承担。车体底架长度为18,980毫米，车钩中心线间距为19,980毫米，车体宽度为3,360毫米，车体高度为4,750毫米。车身两侧和两端设有露天走台与扶梯，车体两侧设有供乘务人员检修设备的拉门。车体底架两端装有13号上作用车钩、牵引缓冲装置和排障器。车体底架下部两台转向架之间吊挂着一个容量为5,400升的燃油箱，燃油箱前后两端各有一个总风缸，左右两侧设有铅酸蓄电池组。
机车从前到后分别为辅助室、冷却室、动力室、司机室和电气室，其中电气室方向为短罩端（II端），辅助室方向为长罩端（I端）。辅助室内设有空气干燥器和两台以交流变极电动机驱动的空气压缩机。冷却室内设有冷却水系统和散热装置，冷却室顶部装有两个由交流变极电动机驱动的轴流式冷却风扇，冷却室两侧设有铜管带式散热器单节，冷却室下部设有机油热交换器、辅助传动系统控制箱，以及由异步电动机驱动的前转向架牵引电动机通风机。机车设有两套独立的循环冷却水系统，分别为冷却柴油机的高温冷却水系统，以及冷却增压空气、机油、静液压传动油的低温冷却水系统。
动力室由一道隔墙分成柴油机间和电机间。柴油机间内安装了一套柴油发电机组，并设有空气滤清器、燃油滤清器、燃油输送泵、机油滤清器、膨胀水箱等辅助设备。靠近司机室的电机间设有预热锅炉、硅整流柜、起动变速箱、后转向架牵引电动机通风机等设备。起动变速箱通过弹性联轴节和万向轴与柴油机自由端连接，并通过该变速箱驱动励磁机、起动发电机、辅助交流发电机。
司机室内设有两个功能相同的司机操纵台，在司机室内沿前进（面向长罩端方向的左侧）、后退（面向短罩端方向的左侧）方向对角布置，以便司机选择任意一个方向操纵机车，司机操纵台设有主控制器、操纵按钮、空气制动阀、仪表和信号显示装置等。电气室内设有高低压控制电器柜，其中包含换向开关、电子恒功率励磁装置、无级调速驱动器、电压调整器和各种用途的接触器开关，另外还装有机车信号装置、空调电源装置和电冰箱。空气制动装置采用JZ-7型空气制动机，并配备两台NPT5型电动空气压缩机。机车亦可根据用户需要加装电阻制动装置或低恒速装置等设备。

### 柴油机
东风7F型机车装用一台由北京二七机车厂制造的EQ16V240ZJ型柴油机，为240/275系列柴油机产品之一。该型柴油机是在东风4C型柴油机车所使用之16V240ZJC型柴油机的基础上改进而成，主要特点为采用二七机车厂研发的模件式脉冲转换增压系统（MPC）。EQ16V240ZJ型柴油机是一款16气缸、四冲程、V型结构、直接喷射、废气涡轮增压、增压空气中间冷却的中速柴油机。气缸内径为240毫米，活塞行程为275毫米，气缸夹角为50°，额定转速为每分钟1,000转，最低空载转速为每分钟430转，UIC标定功率为4,000马力（2,940千瓦），装车功率为3,600马力（2,650千瓦）。
柴油机采用由步进电机驱动的无级调速联合调节器。空气过滤装置采用多旋流管式惯性滤清器和铝板过滤网组成二级空气滤清系统。柴油机由ZQF-80型起动发电机起动，其电源由110伏特直流蓄电池供给。柴油机完成起动后，起动发电机由直流串励电动机变为直流他励发电机，并通过电压调整器输出110伏直流电，作为辅助发电机使用，用来给蓄电池充电并和向辅助电路及控制电路供电。 

### 传动系统
东风7F型机车采用交—直流电传动装置，柴油机曲轴通过联轴节驱动一台交流同步发电机发出三相交流电，经由硅二极管组成的三相桥式整流装置整流为直流电后，再将电能输送给两台转向架上的六台直流牵引电动机，通过传动齿轮驱动轮对。
牵引发电机采用TQFR-3000型三相交流同步发电机，额定容量为2,985千伏安，额定电压为438／613伏特，额定电流为3,936／2,805安培，额定转速为每分钟1,100转，定子及转子绝缘等级均为F级，冷却方式为径向自通风式，主发电机净重为4,985公斤。牵引发电机的励磁电流由一台专门的励磁机供给，励磁机由柴油机通过起动变速箱驱动，其发出的交流电经励磁整流器转换为直流电后，给发电机的转子励磁绕组励磁。
牵引发电机发出的三相交流电由硅整流装置转换成直流电，整流装置是由硅二极管元件组成的三相桥式全波整流电路，采用与东风4B型柴油机车相同的GTF-4800/770型硅整流装置，由六个串联的整流桥臂组成，每一桥臂有六个并联的ZP500-20型风冷平板式整流二极管，每台整流柜共有36个二极管元件，硅整流装置的最大直流输出电压为770伏特，额定直流输出电流为2,800安培。
牵引电动机采用ZQDR-410A型四极串励直流电动机。牵引电动机的额定功率为410千瓦，额定电压为550伏特，额定电流为800安培，额定转速为每分钟640转，最高转速为每分钟2,365转，定子及电枢绝缘等级分别均为H级，冷却方式为强迫通风。牵引电动机采用全并联连接。为了扩大机车的恒功率速度范围，东风7E型机车在牵引电动机回路设有二级磁场削弱。
东风7F型0001号机车设有电阻制动装置。在电阻制动工况时，牵引电动机变为他励直流发电机工作，六个激磁绕组全部串联并由牵引发电机经硅整流柜供电，牵引电动机发出的电流输入到位于动力室电机间内的制动电阻柜，将电能通过电阻器转化为热能消耗掉，机车轮周制动持续功率可达3,120马力（2,300千瓦）。

### 转向架
机车轴式为Co-Co，走行部为两台相同的无导框式三轴转向架。转向架的主要结构与东风7C型机车基本相同。转向架采用钢板组焊成封闭式箱形结构的“目”字形构架。轮对轴箱采用滚动轴承和拉杆式弹性定位结构，轴箱通过装有橡胶关节元件的上、下轴箱拉杆与构架相连接，实现轴箱相对于构架的横向和纵向定位。车体全部重量通过八个旁承由两台转向架支承，转向架与车体间还设有缓冲侧挡装置。
弹簧悬挂装置分为一系和二系悬挂两部分。一系悬挂采用独立悬挂形式，包括轴箱与构架之间的轴箱圆弹簧及橡胶垫，以及在1、3、4、6轴装有并列的液压减震器。二系悬挂为转向架构架与车体之间的旁承橡胶堆。牵引力和制动力通过低位平行四杆牵引杆机构传递，牵引点至轨面距离725毫米。
牵引电动机采用单侧齿轮传动的轴悬式驱动方式（滑动抱轴承式半悬挂）。全部牵引电动机采用顺置排列方式，即牵引电动机都放在车轴的同一侧，可以有效地减少轴重转移的幅度，牵引齿轮传动比为4.5（63：14）。

## 参看
- 东风7C型柴油机车
- 东风7E型柴油机车
- 东风7J型柴油机车
- 东风12型柴油机车

## 外部連結
- （简体中文）北京二七轨道交通装备有限责任公司：DF7F型内燃机车